# Slobodan Slović
Slobodan Slović (Servisch: Слободан Словић) (Čačak, 9 februari 1975) is een Servisch voetballer die bij voorkeur als aanvallende middenvelder speelt. Hij verruilde in juli 2012 Hajduk Beograd voor FK Šumadija Jagnjilo .
Slović startte zijn carrière in Servië bij de jeugdopleiding van FK Borac Čačak. Als professional speelde hij in chronologische volgorde voor Zeleznik Belgrado, Rode Ster Belgrado, opnieuw Zeleznik Belgrado en een terugkeer naar FK Borac Čačak. In 2004 waagde Slović samen met 2 kompanen, Sas Antunovic en Milan Nikolić, de stap naar het buitenland.
Het trio testte bij Cercle Brugge waar het aanvankelijk leek dat ze alle drie zouden worden aangenomen. Later bleek echter dat de (voor)contracten van Antunovic en Nikolić ontbonden werden.
Slović speelde zich in zijn debuutjaar bij Cercle Brugge geregeld in de basis, maar kon niet wennen aan de positie als rechtsmidden, de positie waarvoor hij werd aangetrokken. Later werd hij uitgespeeld als centrale middenvelder. Slović scoorde nooit voor Cercle Brugge. In het seizoen 2007-2008 kon hij geen basisplaats meer versieren en werd hij uitgeleend aan Antwerp FC. Het seizoen daarop werd hij definitief aangenomen. In 2009 vertrok hij naar Cappellen FC. Begin 2011 trok hij terug naar zijn geboorteland waar hij een contract tekende bij FK Inđija.

## Statistieken
| seizoen    | club               | land                 | competitie         | wed. | goals |
| ---------- | ------------------ | -------------------- | ------------------ | ---- | ----- |
| 1985-92    | FK Borac Čačak     | Joegoslavië          | jeugdreeksen       | NB   | NB    |
| 1992-98    | Zeleznik Belgrado  | Joegoslavië          | Meridian Superliga | NB   | NB    |
| 1998/99    | Rode Ster Belgrado | Joegoslavië          | Meridian Superliga | NB   | NB    |
| 1999-04    | Zeleznik Belgrado  | Joegoslavië          | Meridian Superliga | NB   | NB    |
| 2004       | FK Borac Čačak     | Servië en Montenegro | Meridian Superliga | NB   | NB    |
| 2004/05    | Cercle Brugge      | België               | Jupiler League     | 26   | 0     |
| 2005/06    | Cercle Brugge      | België               | Jupiler League     | 25   | 0     |
| 2006/07    | Cercle Brugge      | België               | Jupiler League     | 18   | 0     |
| 2007/08    | → Antwerp FC       | België               | Tweede Klasse      | 19   | 1     |
| 2008/09    | Antwerp FC         | België               | Tweede Klasse      | 32   | 2     |
| 2009/10    | Cappellen FC       | België               | Derde Klasse A     | ?    | ?     |
| 2010/11    | Cappellen FC       | België               | Derde Klasse A     | ?    | ?     |
| 2010/11    | FK Inđija          | Servië               | Meridian Superliga | 5    | 0     |
| Bijgewerkt | 06-05-2011         |                      |                    |      |       |